# La Ville-Bouquet
Die Allée couverte von La Ville-Bouquet liegt im Stadtgebiet von Ploërmel im Département Morbihan in der Bretagne in Frankreich. Das auch (deutsch „Teufelshaus“) genannte Galeriegrab befindet sich auf dem Sporn eines Plateaus, nahe dem Fluss Ninian in einem kleinen Wald.
Das Denkmal wird auf etwa 2500 v. Chr. datiert. Die nord-süd gerichtete Anlage, von der Steine entfernt wurden, besteht aus Platten von in der Nähe anstehendem Nagelfluh (auch Puddingstein genannt). Trotz des Fehlens einiger Steine im Mittelteil scheint es sich um das klassische Modell einer Allée couverte zu handeln. Die Megalithanlage war ursprünglich 7,5–9,0 Meter lang, bei einer durchschnittlichen Breite von 1,20 m. Die Tragsteine enden etwa 1,20 m über dem Bodenniveau. Von dem einst deckenden Tumulus sind keine Reste erhalten.
1985 wurde unter der Leitung von Jacques Briard eine Ausgrabung vorgenommen. Ziel der Kampagne war es, durch die Untersuchung von Erdproben und Pollen Informationen über das tägliche Leben zu erhalten. Diese Proben zeigten, dass vor 4500 Jahren in der Region Ploërmel Landwirtschaft (Anbau für Getreide) erfolgte, während man zuvor nur von Rodungen Kenntnis hatte.
In der Nähe liegen die Allée couverte von Haut-Bézon, der Dolmen La Ville au Voyer und die Allée couverte du Hino.